# Референдумы в Швейцарии (1990)
Референдумы в Швейцарии проходили 1 апреля и 23 сентября 1990 года. В апреле прошли 6 референдумов, из которых 4 проводились по народным инициативам, связанным с дорожным строительством: «Остановить цемент — за ограничение дорожного строительства», «за свободную от автомагистралей зону между Муртеном и Ивердоном», «за свободный от автомагистралей округ Аффольтерн» и «за свободную реку Аре между Билем и Золотурном/Цухвилем». Кроме этого, прошли референдумы по федеральной резолюции о виноградарстве и по поправке к федеральному закону об организации федеральной судебной системы. Все они были отклонены.
В сентябре проводились референдумы по народным инициативам «об отказе от атомной энергетики» и «о прекращении строительства каких-либо новых атомных электростанций», а также по федеральной резолюции по конституционной статье об энергии и поправке к федеральному закону о дорожном движении. Хотя первое предложение об отказе от атомной энергетики было отвергнуто, остальные три референдума были одобрены.

## Результаты

### Апрель: Ограничение дорожного строительства
| Выбор                                | Общее голосование | Общее голосование | Кантоны | Кантоны | Кантоны |
| Выбор                                | Голосов           | %                 | Полных  | Полу-   | Всего   |
| ------------------------------------ | ----------------- | ----------------- | ------- | ------- | ------- |
| За                                   | 500 615           | 28,5              | 0       | 0       | 0       |
| Против                               | 1 255 197         | 71,5              | 20      | 6       | 23      |
| Пустых бюллетеней                    | 21 580            | –                 | –       | –       | –       |
| Недействительных бюллетеней          | 2 107             | –                 | –       | –       | –       |
| Всего                                | 1 779 499         | 100               | 20      | 6       | 23      |
| Зарегистрированных избирателей/ Явка | 4 327 120         | 41,1              | –       | –       | –       |
| Источник: Nohlen & Stöver            |                   |                   |         |         |         |

### Апрель: Свободная зона между Муртеном и Ивердоном
| Выбор                                | Общее голосование | Общее голосование | Кантоны | Кантоны | Кантоны |
| Выбор                                | Голосов           | %                 | Полных  | Полу-   | Всего   |
| ------------------------------------ | ----------------- | ----------------- | ------- | ------- | ------- |
| За                                   | 571 648           | 32,7              | 0       | 0       | 0       |
| Против                               | 1 175 356         | 67,3              | 20      | 6       | 23      |
| Пустых бюллетеней                    | 28 920            | –                 | –       | –       | –       |
| Недействительных бюллетеней          | 2 248             | –                 | –       | –       | –       |
| Всего                                | 1 778 172         | 100               | 20      | 6       | 23      |
| Зарегистрированных избирателей/ Явка | 4 327 120         | 41,1              | –       | –       | –       |
| Источник: Nohlen & Stöver            |                   |                   |         |         |         |

### Апрель: Свободный от автомагистралей округ Аффольтерн
| Выбор                                | Общее голосование | Общее голосование | Кантоны | Кантоны | Кантоны |
| Выбор                                | Голосов           | %                 | Полных  | Полу-   | Всего   |
| ------------------------------------ | ----------------- | ----------------- | ------- | ------- | ------- |
| За                                   | 547 359           | 31,1              | 0       | 0       | 0       |
| Против                               | 1 197 701         | 68,6              | 20      | 6       | 23      |
| Пустых бюллетеней                    | 32 026            | –                 | –       | –       | –       |
| Недействительных бюллетеней          | 2 611             | –                 | –       | –       | –       |
| Всего                                | 1 779 697         | 100               | 20      | 6       | 23      |
| Зарегистрированных избирателей/ Явка | 4 327 120         | 41,1              | –       | –       | –       |
| Источник: Nohlen & Stöver            |                   |                   |         |         |         |

### Апрель: Свободная зона реки Аре между Билем и Золотурном/Цухвилем
| Выбор                                | Общее голосование | Общее голосование | Кантоны | Кантоны | Кантоны |
| Выбор                                | Голосов           | %                 | Полных  | Полу-   | Всего   |
| ------------------------------------ | ----------------- | ----------------- | ------- | ------- | ------- |
| За                                   | 592 237           | 34,0              | 0       | 0       | 0       |
| Против                               | 1 147 459         | 66,0              | 20      | 6       | 23      |
| Пустых бюллетеней                    | 34 604            | –                 | –       | –       | –       |
| Недействительных бюллетеней          | 2 333             | –                 | –       | –       | –       |
| Всего                                | 1 776 633         | 100               | 20      | 6       | 23      |
| Зарегистрированных избирателей/ Явка | 4 327 120         | 41,1              | –       | –       | –       |
| Источник: Nohlen & Stöver            |                   |                   |         |         |         |

### Апрель: Федеральная резолюция по виноградарству
| Выбор                                | Голосов   | %    |
| ------------------------------------ | --------- | ---- |
| За                                   | 771 207   | 46,7 |
| Против                               | 881 609   | 53,3 |
| Пустых бюллетеней                    | 109 745   | –    |
| Недействительных бюллетеней          | 3 679     | –    |
| Всего                                | 1 766 240 | 100  |
| Зарегистрированных избирателей/ Явка | 4 327 120 | 40,8 |
| Источник: Nohlen & Stöver            |           |      |

### Апрель: Судебная система
| Выбор                                | Голосов   | %    |
| ------------------------------------ | --------- | ---- |
| За                                   | 775 885   | 47,4 |
| Против                               | 862 538   | 52,6 |
| Пустых бюллетеней                    | 120 437   | –    |
| Недействительных бюллетеней          | 3 721     | –    |
| Всего                                | 1 762 581 | 100  |
| Зарегистрированных избирателей/ Явка | 4 327 120 | 40,7 |
| Источник: Nohlen & Stöver            |           |      |

### Сентябрь: Отмена атомной энергетики
| Выбор                                | Общее голосование | Общее голосование | Кантоны | Кантоны | Кантоны |
| Выбор                                | Голосов           | %                 | Полных  | Полу-   | Всего   |
| ------------------------------------ | ----------------- | ----------------- | ------- | ------- | ------- |
| За                                   | 816 300           | 47,1              | 6       | 2       | 7       |
| Против                               | 915 749           | 52,9              | 14      | 4       | 16      |
| Пустых бюллетеней                    | 21 690            | –                 | –       | –       | –       |
| Недействительных бюллетеней          | 2 539             | –                 | –       | –       | –       |
| Всего                                | 1 756 278         | 100               | 20      | 6       | 23      |
| Зарегистрированных избирателей/ Явка | 4 345 490         | 40,4              | –       | –       | –       |
| Источник: Nohlen & Stöver            |                   |                   |         |         |         |

### Сентябрь: Прекращение строительства атомных электростанций
| Выбор                                | Общее голосование | Общее голосование | Кантоны | Кантоны | Кантоны |
| Выбор                                | Голосов           | %                 | Полных  | Полу-   | Всего   |
| ------------------------------------ | ----------------- | ----------------- | ------- | ------- | ------- |
| За                                   | 946 087           | 54,5              | 17      | 5       | 19.5    |
| Против                               | 789 219           | 45,5              | 3       | 1       | 3.5     |
| Пустых бюллетеней                    | 19 375            | –                 | –       | –       | –       |
| Недействительных бюллетеней          | 2 446             | –                 | –       | –       | –       |
| Всего                                | 1 757 127         | 100               | 20      | 6       | 23      |
| Зарегистрированных избирателей/ Явка | 4 345 490         | 40,4              | –       | –       | –       |
| Источник: Nohlen & Stöver            |                   |                   |         |         |         |

### Сентябрь: Конституционная статья об энергетике
| Выбор                                | Общее голосование | Общее голосование | Кантоны | Кантоны | Кантоны |
| Выбор                                | Голосов           | %                 | Полных  | Полу-   | Всего   |
| ------------------------------------ | ----------------- | ----------------- | ------- | ------- | ------- |
| За                                   | 1 214 940         | 71,1              | 20      | 6       | 23      |
| Против                               | 493 846           | 28,9              | 0       | 0       | 0       |
| Пустых бюллетеней                    | 41 246            | –                 | –       | –       | –       |
| Недействительных бюллетеней          | 2 930             | –                 | –       | –       | –       |
| Всего                                | 1 752 962         | 100               | 20      | 6       | 23      |
| Зарегистрированных избирателей/ Явка | 4 345 490         | 40,3              | –       | –       | –       |
| Источник: Nohlen & Stöver            |                   |                   |         |         |         |

### Сентябрь: Поправки к правилам дорожного движения
| Выбор                                | Голосов   | %    |
| ------------------------------------ | --------- | ---- |
| За                                   | 898 958   | 52,8 |
| Против                               | 803 733   | 47,2 |
| Пустых бюллетеней                    | 45 612    | –    |
| Недействительных бюллетеней          | 2 907     | –    |
| Всего                                | 1 751 210 | 100  |
| Зарегистрированных избирателей/ Явка | 4 345 490 | 40,3 |
| Источник: Nohlen & Stöver            |           |      |